# Afroaltica
Afroaltica là một chi bọ cánh cứng trong họ Chrysomelidae.
Chi này được Biondi & D'Alessandro miêu tả khoa học năm 2007.

## Các loài
Chi này gồm các loài:
- Afroaltica subaptera Biondi & D'Alessandro, 2007